# 신곡동 새말 산치성제
신곡동 새말 산치성제는 대한민국 경기도 의정부시의 향토문화재이다. 2017년 2월 7일 의정부시의 향토문화재 제19호로 지정되었다.

## 개요
신곡동 주민들에 의해 전해내려온 마을 신앙이다.